# Salgado (comida)

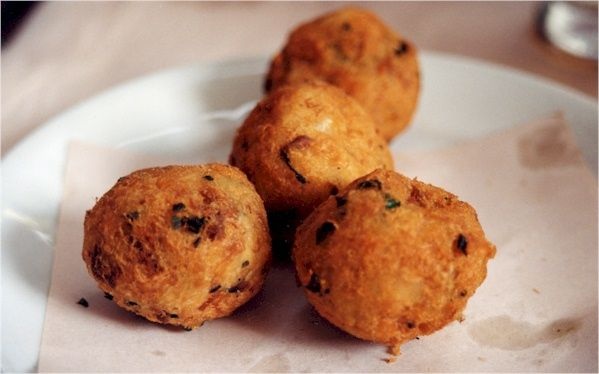
Bolinho de bacalhau, um típico salgado de Portugal.

Salgado ou salgadinho é o nome que se dá a aperitivos que podem ser pastelinhos fritos ou assados no forno, de carne ou queijo, além de queijos e embutidos em pedaços ou fatiados.
Em muitas regiões do Brasil o termo salgadinho é amplamente utilizado para se referir a snacks a base de farinha de milho ou mesmo batata chips. Dentre os exemplos mais conhecidos estão as marcas Cheetos e Ruffles da empresa Elma Chips.
Os salgados estão enraizados na cultura dos aniversários e festividades. Os mais populares são as empadas, coxinhas, esfirras, quibes e, em Portugal, o tradicional bolinho de bacalhau.